# Berit Berthelsen
Berit Berthelsen, född 25 april 1944 i Nittedal, död 13 februari 2022 i Bærum, var en norsk friidrottare.
Hon dominerade sprint- och hoppgrenar i Norden under 1960-talet. Under Nordiska mästerskapen 1965 vann hon hela fem guldmedaljer (100 meter, 200 meter, 400 meter, längd och stafett).
Berthelsen vann inomhus-EM i längd 1967 och 1968, och tog brons under utomhus-EM 1969 i Aten. Under karriären vann hon 35 individuella Norge-mästerskap och satte 29 norska rekord. Längdrekordet från 1968 på 6,56 meter var gällande Norgerekord till 2009.
1965 blev Berit Berthelsen tilldelad Aftenpostens guldmedalj.